# Tulipa koyuncui
Tulipa koyuncui är en liljeväxtart som beskrevs av Eker och Babaç. Tulipa koyuncui ingår i släktet tulpaner, och familjen liljeväxter. Inga underarter finns listade.